# Roger Muylle
Roger Muylle (Roeselare, 26 juli 1920 – aldaar 6 december 2019) was een Belgisch componist, dirigent, klarinettist en muziekpedagoog.

## Levensloop
Muylle kreeg zijn eerste muziekles aan de Vrije Muziekacademie in Roeselare bij Adelson Vermander (solfège) en Georges Verdonck (klarinet). In 1943 ontving hij de prijs van uitmuntendheid en de regeringsmedaille voor klarinet. Van 1934 tot 1966 was hij klarinettist en een bepaalde tijd onderdirigent van de Koninklijke Stadsharmonie, Roeselare. Hij studeerde aan het Koninklijk Conservatorium Gent bij Léon Torck (solfège) en Jean Tastenoe (klarinet). In 1954 werd hij leraar klarinet en saxofoon aan de Vrije Muziekacademie/Stedelijke Muziekacademie in Roeselare. In 1984 ging hij met pensioen. 
Muylle was dirigent van verschillende Vlaamse muziekkorpsen, zoals van de Koninklijke Katholieke Harmonie " De Burgerskring" Diksmuide (1954-1979), de Koninklijke Fanfare Sint-Cecilia De Zwaan Lichtervelde (1961-1989), de Koninklijke fanfare St-Cecilia Kortemark (1961-1984) en de Koninklijke Harmonie Sint-Cecilia Rumbeke (1961-1986).
Hij was gehuwd met Odette Vansteenkiste 
Aanvankelijk was hij bezig als arrangeur van amusementsmuziek voor harmonie- en fanfareorkest (Rote Rosen en Una Paloma Blanca), maar later schreef hij tevens eigen werk.
Roger is overleden in Roeselare op 6 december 2019 en werd net geen honderd jaar.

## Composities

### Werken voor harmonie- en fanfareorkest
- 1976 Lichterveldse impressies ter ere van de erevoorzitter, voor fanfareorkest
- 1987 Jubilate, voor harmonieorkest
- Rogette, mars voor fanfareorkest